# Molenschot
Molenschot is een dorp in de gemeente Gilze en Rijen, in de Nederlandse provincie Noord-Brabant. Op 1 januari 2023 had het dorp 1.230 inwoners (CBS).

## Ligging
Molenschot ligt tussen Bavel en Rijen. Nabijgelegen kernen zijn Gilze en Dorst. Dichtstbijzijnde steden zijn Breda, Oosterhout en Tilburg. Molenschot is bereikbaar via de A58 en de N282.

## Toponymie
De benaming is waarschijnlijk afgeleid van een molen die op een verhoogd stuk land (schot) in een moerassige omgeving stond. Een alternatieve verklaring is de benaming voor verdamming in het water voor een molen.

## Geschiedenis
De oudste bewoning is gevonden via onder ander stenen werktuigen van mensen uit de Tjongercultuur, deze leefden zo'n 10.000 jaar voor Christus. Halverwege de 15e eeuw werd de Sint-Annakapel gebouwd, die tot 1879 een rectoraat was. In dat jaar werd Molenschot een zelfstandige parochie.

## Bezienswaardigheden

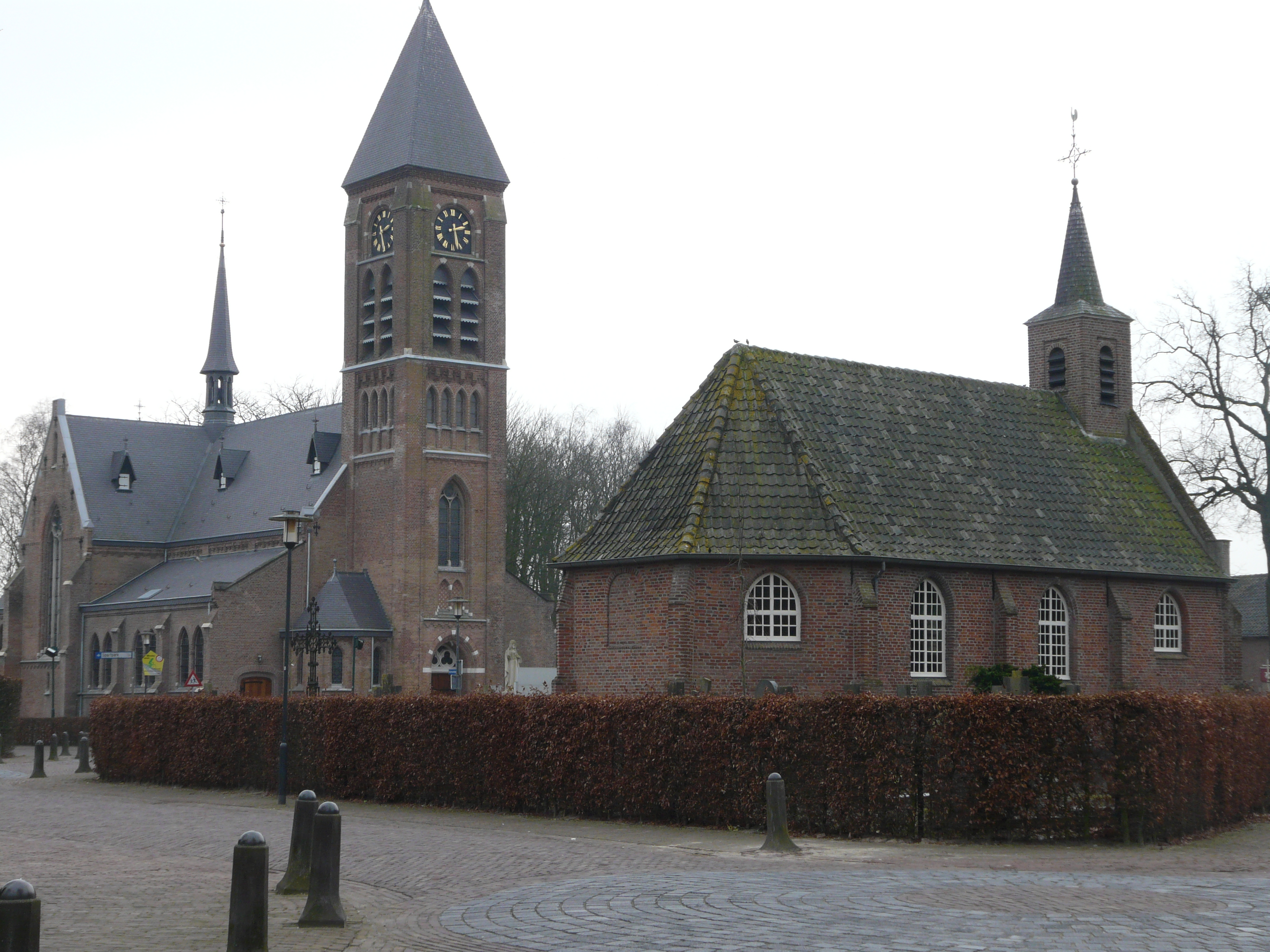
De Sint-Annakerk (links) en de Sint-Annakapel

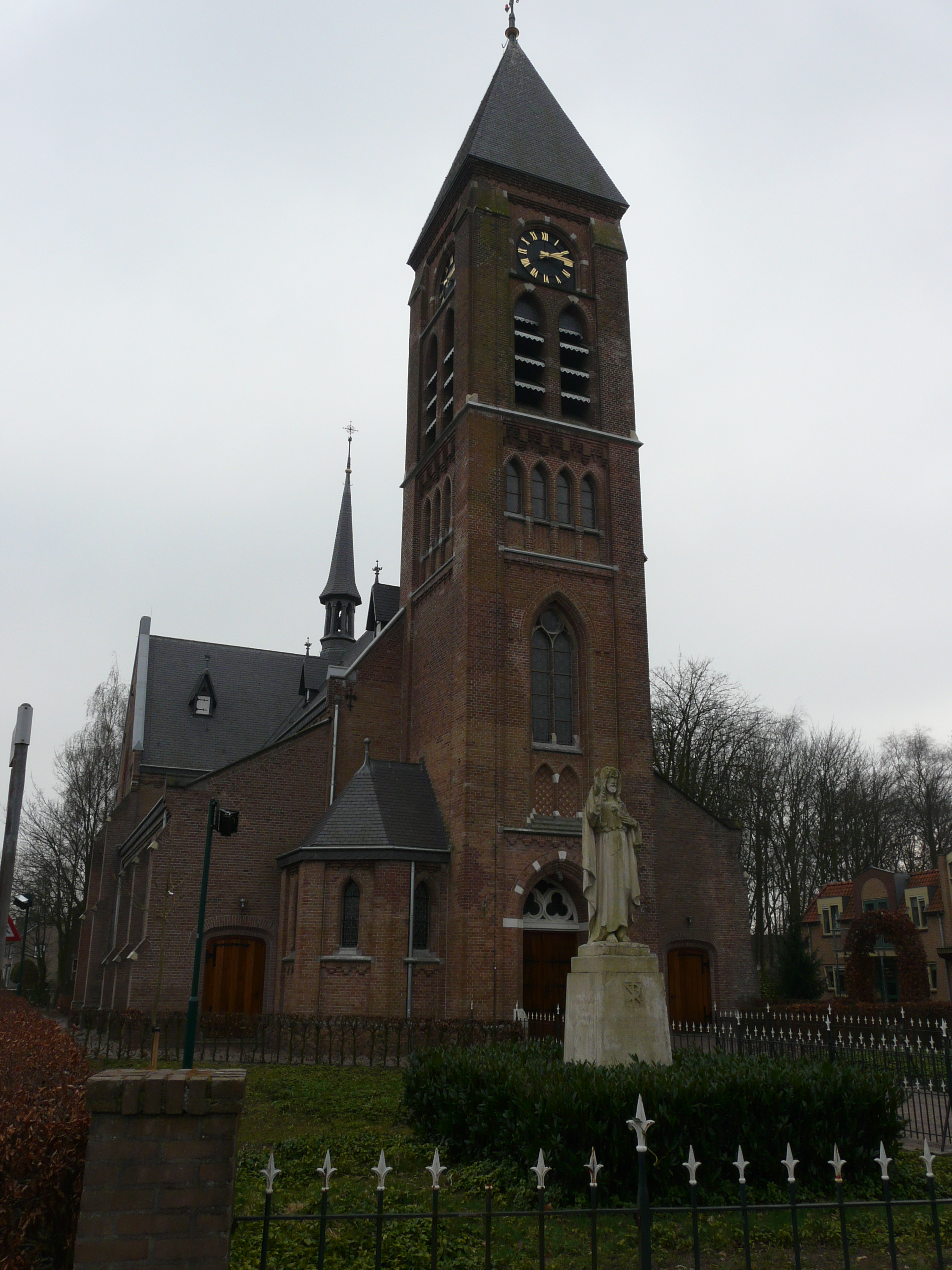
Toren van de Sint-Annakerk

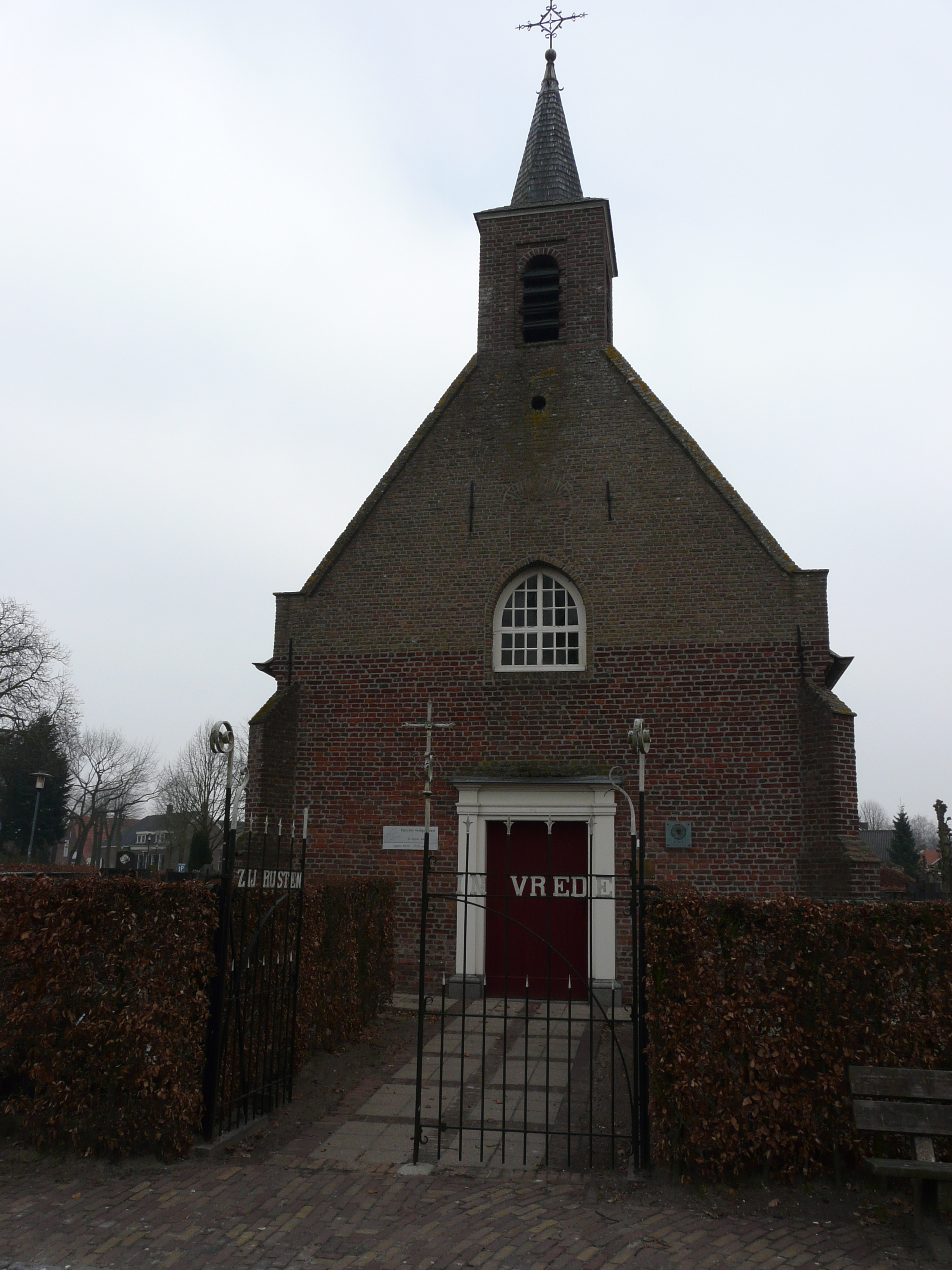
Ingang van de Sint-Annakapel

- Sint-Annakerk,[3] een neogotische kerk uit 1887, ontworpen door J.J. van Langelaar. In 1879 werd Molenschot een zelfstandige parochie, voor die tijd was het een rectoraat. De kerk werd tijdens de Tweede Wereldoorlog beschadigd en daarna hersteld, doch met verlaagde torenspits. In 1953-1958 werd de kerk door de aanbouw van zijbeuken uitgebreid tot een pseudobasiliek. De kerk bezit eind-19e-eeuwse glas-in-loodramen die episoden uit het leven van de Heilige Anna voorstellen. Voor de kerk staat een Heilig Hartbeeld uit 1929. De kerk staat tegenover de Sint-Annakapel.
- Pastorie, uit 1879.
- De Sint-Annakapel, die als voorganger wellicht een aan Maria gewijde kapel heeft gehad, werd voor het eerst genoemd in 1549. Het torentje werd toegevoegd in 1843 en de kapel werd gerestaureerd in 1960. Het beeld van Heilige Anna en Maria tegenover de kapel is een rijksmonument.
- Langgevelboerderij, tegenwoordig restaurant De Drie Linden, aan Broekstraat 1.

### Monumenten
Zie ook:
- Lijst van rijksmonumenten in Molenschot
- Lijst van gemeentelijke monumenten in Molenschot

## Natuur en landschap
Ten oosten van Molenschot bevindt zich de Molenschotse Heide. Voor een groot deel wordt deze in beslag genomen door militaire oefenterreinen en de Vliegbasis Gilze-Rijen, alsmede door een golfterrein en een camping, maar er is een toegankelijk gebied overgebleven dat bestaat uit naaldhout dat werd aangeplant op voormalig stuifzandgebied. In het zuiden en westen van de plaats vindt men een landbouwgebied, waardoor de Gilzewouwer Beek en de Goorloop in westelijke richting stromen.

## Sport
De volgende sportverenigingen in Molenschot worden in aparte artikelen besproken:
- Voetbalclub VV Molenschot
- Noord-Brabantsche Golfclub Toxandria

## Nabijgelegen kernen
Bavel, Dorst, Gilze en Rijen.
Dorpen: Gilze · Hulten · Molenschot · Rijen

Buurtschappen: Biestraat · Bolberg · Hooge Aard · Horst · Langereit · Nerhoven · Raakeind · Verhoven · Vossenberg · Weilerseind

Noord-Brabant: Steden en dorpen      Nederland: Provincies · Gemeenten